# Campionatele de la Zhuhai
Campionatele de la Zhuhai (chineză: 珠海网球冠军赛) reprezintă un turneu profesionist de tenis masculin, care face parte din seria ATP Tour 250. Se joacă în exterior pe terenuri cu suprafață dură, la Centrul de tenis Hengqin International, în Zhuhai, China.

## Rezultate

### Simplu
| An        | Campion                                | Finalist                               | Scor                                   |
| --------- | -------------------------------------- | -------------------------------------- | -------------------------------------- |
| 2019      | Alex de Minaur                         | Adrian Mannarino                       | 7–6(7–4), 6–4                          |
| 2020 2022 | Anulat din cauza pandemiei de COVID-19 | Anulat din cauza pandemiei de COVID-19 | Anulat din cauza pandemiei de COVID-19 |
| 2023      | Karen Haceanov                         | Yoshihito Nishioka                     | 7–6(7–2), 6–1                          |

### Dublu
| An        | Campioni                               | Finaliști                              | Scor                                   |
| --------- | -------------------------------------- | -------------------------------------- | -------------------------------------- |
| 2019      | Sander Gillé Joran Vliegen             | Marcelo Demoliner Matwé Middelkoop     | 7–6(7–2), 7–6(7–4)                     |
| 2020 2022 | Anulat din cauza pandemiei de COVID-19 | Anulat din cauza pandemiei de COVID-19 | Anulat din cauza pandemiei de COVID-19 |
| 2023      | Jamie Murray Michael Venus             | Nathaniel Lammons Jackson Withrow      | 6–4, 6–4                               |